# Sigh
SIGH（サイ）は、日本のエクストリーム・メタルバンド。日本のブラックメタルバンドとしては、かなり早い時期から活動している。主にヨーロッパ等の海外を中心に活動しており、そのような日本のバンドが海外に進出した先駆的な存在である。メイヘムのユーロニモスが立ち上げたデスライク・サイレンス・プロダクションがアルバムをリリースした唯一の非スカンディナヴィア出身のバンドである。

## メンバー

### 現メンバー
- 川嶋未来 - ボーカル、キーボード、シンセサイザー、ヴォコーダー、オルガン、メロトロン、シタール、プログラミング、サンプリング、(ベース 1990 - 2004) - (1990 - )

インド音楽の理論に精通している。メタルのインタビューや執筆なども行う。『ビヨンド』、"Burial Ground"、『墓地裏の家』、『オーメン』、『ネクロマンティック』、『悪魔のゾンビ天国』などのホラー映画からの影響も受けている。
- 藤波聡 - ベース 2004 -  、(ギター 1990 - 1992、ドラム 1990 - 2004) - (1990 - )
- 若井望 - ギター - (2022- )

現RAINBOW、M.S.Gのロニー・ロメロとのプロジェクトDESTINIAやALCATRAZZのアルバムへの参加、浜田麻里、SHOW-YAなども手掛けるプロデューサー/作曲家としても知られている。グラフィックデザイナーでもあり、MENSA、HELLIQ等の高IQ団体の会員。
- Dr. Mikannibal（ミカンニバル博士） - アルトサックス、ボーカル - (2007 - )

宮城県仙台市出身。1月23日生まれ。東京大学で物理学の博士号を取得している。Devour Humanity、2003年 7月に29JAGUARを経て、2006年11月頃Providenceに加入後、Sighに加入。初めはHangman's Hymnの中ジャケ用のモデルとして川嶋と知り合った。その際、彼女の組んでいるデスメタルバンドのCDを聴いた川嶋は彼女のグロウルのスキルに驚愕し、すぐさまSighへの加入を打診することとなった。また、サラトガにホームステイをして、サンノゼにあるウェストモントハイスクールに留学しており、流暢に英語を話せること、アルトサックスが吹けることも加入の要因となったようである。

### 旧メンバー
- Kazuki Ozeki - ドラム (1990)
- 石川慎一 - ギター - (1992 - 2014)
- 大島雄一 - ギター - (2014 - 2021)
- 原島淳一 - ドラム - (2004 - 2021)

## 略歴
1990年、東京で大学のサークル仲間同士で結成。当初はヴェノム、デスロウ、デス、スレイヤー、ウィップラッシュなどをカバーするバンドだった。同年、デモを2つ作成。
1992年、1stEPである『Requiems for Fools』をリリース。このEPは当初デッドに送られたが、彼が自殺したことによってユーロニモスの手に渡っている。他にも、川嶋はテープのトレードや手紙のやり取りを通して、サモス、ファウスト、ヴァルグ・ヴィーケネスらをはじめとするノルウェーのシーンのメンバーと交流を持っていた。
1993年、デスライク・サイレンス・プロダクションから1stアルバム『Scorn Defeat』をリリース。ユーロニモスの死によってデスライク・サイレンス・プロダクションが消滅したため、カコフォナス・レコードと契約。
1995年、2ndアルバム『Infidel Art』をリリース。
2001年、カコフォナス・レコードとプロモーションやアルバムの権利関係で揉めていたバンドは、センチュリー・メディア・レコードから5thアルバム『Imaginary Sonicscape』をリリースすることになる。この作品は以前の作品よりもアヴァンギャルドな仕上がりになっているが、これは川嶋がジャズからモンゴルの喉歌に至るまで可能な限り様々な音楽を取り入れようとした結果である。同アルバムは、ビクターエンタテインメントから日本盤がリリースされ、Sigh初の日本プレス盤となった。
2005年、キャンドルライト・レコードから6thアルバム『Gallows Gallery』をリリース。このアルバムから原島淳一が加入し、藤波聡がドラムからベースに転向している。
2007年、ジ・エンド・レコードから7thアルバム『Hangman's Hymn』をリリース。 同アルバムはサウンドホリックから日本盤がリリースされた。
2010年、8thアルバム『Scenes from Hell』をリリース。川嶋はこの作品について「リヒャルト・シュトラウスが推し進めた交響詩的な手法をとって、ヒントさえ与えられれば情景が目に浮かぶような作りにしました。」と語っている。また、ヴァシリー・カリンニコフ、ティホン・フレンニコフ、ミハイル・グリンカ、ピョートル・チャイコフスキーといったロシアの作曲家や伊福部昭の影響もあるという。
2012年、キャンドルライト・レコードに移籍し、9thアルバム『In Somniphobia』をリリース。9月末に行われたアルセストの東京公演ではVampilliaとともに前座をつとめることとなった。 
2014年、ギターの石川慎一が解雇され、Kadenzzaの大島雄一が加入した。中心人物の川嶋未来によれば、石川のモチベーションの低下が原因で解雇に至ったとのことで、次作『Graveward』制作中に石川から完成品としてチューニングの狂ったギタートラックが送られてきたことを切っ掛けの一つとして挙げている。新メンバーの大島は、石川の解雇が決まった後、川嶋が大島のソロプロジェクトであるKadenzzaの事を思い出し、コンタクトを取ったことで加入が決まった。コンタクトをとるまでは、川嶋と大島に面識はなく、癌、東日本大震災による被災で活動を休止していた大島は、このコンタクトを切っ掛けに音楽活動を再開した。なお、川嶋は良いギタリストが見つからなければ、解散することも視野に入れていたと述べている。
2015年、10thアルバム『Graveward』をリリース。ルビコン・ミュージックから日本盤がリリースされたが、日本盤がミキシングからマスタリングまで大島が担当したのに対して、キャンドルライト・レコードからリリースされた海外盤ではマスタリングをイギリスのティム・トゥランが担っている。
2018年、11thアルバム『Heir to Despair』をリリース。日本では、ワードレコーズから日本盤がリリースされた。
2022年、12thアルバム『Shiki』をピースヴィル・レコードよりリリース。前作と同じく日本では、ワードレコーズから日本盤がリリースされた。

## 音楽性や逸話等
初期は割とオーソドックスなブラックメタルをプレイしていたが、徐々にサイケデリック/アヴァンギャルドな要素を強めていった。Hangman's Hymnからはスラッシュメタルやシンフォニックブラックメタルといった路線へと回帰している。
曲作りはMIDIで行っている。まず、曲をすべて打ち込み、それを聞き込んでアレンジを行っていく。それを繰り返して、曲が出来上がると徐々に本物の楽器でレコーディングをしていくというスタイルである。この手法はGhastly Funeral Theatreからずっと行っているという。また、楽曲はアルバムの方向性を決めてから書くことにしている。
影響を受けたバンドはVenom、Celtic Frost、Iron Maiden、Black Sabbath、Death SS、Frank Zappa、John Zorn、Death、Paul Chain、Pentagram、ザ・ビーチ・ボーイズ、The Beatles。カナダのヘヴィメタルドキュメンタリー映画、メタル ヘッドバンガーズ・ジャーニーのDVD特典映像でのインタビューでは、LOUDNESS以外の日本のヘヴィメタルアーティストには興味がなく聴いていなかったと語っているが、日本の音楽ではGENOCIDE nippon、J・A・シーザーを好んで聴くという。また、ヘヴィメタルに目覚める以前の少年時代は沢田研二、中森明菜などを好んで聴いていた時期もあり、沢田研二は今でも好きだという。

## 使用機材
以下は2006年時点での情報である。
- TS12：ENSONIQ社製。 2ndアルバム"Infidel Art"のシンセはすべてこれが使われている。
- Prophecy：Korg社製。葬式劇場や恐怖万歳のサックス系ソロすべて、フルートソロの一部ではこれが使われている。
- JP-8000：Roland社製。
- XB-2：ハモンドオルガン。
- S-2000AKAI：サンプラー。Hail Horror Hail以降のオーケストレーショ ンは ほとんどこれによるもの。
- VP-330：ヴォコーダー。Hail Horror Hail以降使用。

## ディスコグラフィー
Hail Horror Hailの前に発表されたGhastly Funeral Theatreを考慮に入れて各アルバムの頭文字をとっていくと、SIGHの文字が交互に浮かび上がるようになっている。
- Scorn Defeat - 1993
- Infidel Art - 1995
- Hail Horror Hail - 1997
- Scenario IV: Dread Dreams - 1999
- Imaginary Sonicscape - 2001

当時、型にはまりきってしまっていたブラックメタルというジャンルから脱すること目標に作品を作ったという。ストーナーロックバンドEternal Elysiumの岡崎幸人がエンジニアとして参加。
- Gallows Gallery -2005

ノスタルジックな世界観を表現するため、クリーンヴォーカルが使われている。ガス・G、ニクラス・スンディンらがゲストとして参加。
- Hangman's Hymn - 2007

ドイツの交響曲と80年代のスラッシュメタルを素材にしている。3幕構成になっており、1幕目は地上=貪欲を表しており、3幕目は燃え盛る世界=地獄を表している。そして、ラテン語で歌われるレクイエムが1幕目と3幕目の間にあり、それが葬式を表している。天国はアルバムの最後の楽曲In Paradisumで表現されている。アルバムのメッセージは、「宗教に頼る弱い人間や金のことしか頭にない強欲な人間が大嫌いで、この世の99%の人間のことは大嫌いなので、死んでほしい」というもの。
- Scenes from Hell - 2010
- In Somniphobia - 2012

川嶋によればこのアルバムは「失われてしまったファンタジー、すなわち現実と空想の、夢と現実の、 生と死の中間、そして私自身の悪夢を音楽で表した作品である。音楽的には何でもあり。ヘヴィメタル、スラッシュメタルからフリージャズ、クラシック、現代音楽、インド伝統音楽からアフリカ、 トルコまで何でもアリ。いくつか具体的なアーティスト名をあげればCeltic Frost, Venom, Iron Maiden, Black Sabbath,Mercyful Fate,Death SS, Sun Ra, John Zorn, Mr. Bungle, Albert Ayler, Stockhausen, Xenakis, Messiaen, Zakir Hussain, Miles Davis, Thelonius Monkなど」だという。そして、「このアルバムは一人で夜中にヘッドフォンで聞いてほしい。」と語っている。夢と現実の中間と言う世界観をあらわした作品として、映画では『ジェイコブス・ラダー』、『恐怖の足跡』、『ゾンゲリア』、『アザーズ』、『シックス・センス』、小説では筒井康隆の作品から影響を受けたという。
- Graveward - 2015
- Heir to Despair - 2018
- Shiki - 2022